# Мацуока, Тосикацу
Тосикацу Мацуока (яп. 松岡 利勝 Мацуока Тосикацу, 25 февраля 1945, Асо, Кумамото – 28 мая 2007, Токио) — японский политик. С 28 сентября 2006 занимал пост министра сельского, лесного и рыбного хозяйства в кабинете Синдзо Абэ. Покончил жизнь самоубийством в 2007 году в разгар финансового скандала.

## Биография
Родился 25 февраля 1945 в г. Асо (префектура Кумамото регион Кюсю) в семье фермеров. По окончании старшей школы в городе Кумамото поступил в университет Тоттори одноимённой префектуры, где изучал сельскохозяйственные науки. Закончил в 1969.
После окончания университета Мацуока поступил на работу в Министерство сельского, лесного и рыбного хозяйства. В 1990 он оставил пост пресс-секретаря министерства и принял участие в первых выборах в парламент от Кумамото. Он победил на выборах и позднее вступил в Либерально-демократическую партию (ЛДП). Он стал членом фракции, возглавляемой Сидзукой Камеем. Камей был одним из самых яростных противников законов о приватизации почтовой службы Японии, предложенных премьер-министром Дзюнъитиро Коидзуми, и в 2005 вышел с большинством своей фракции из ЛДП. Мацуока остался на стороне Коидзуми и после общих выборов был назначен членом специального комитета по приватизации почтовой системы.
В 2006 премьер министр Синдзо Абэ назначил Мацуоку на пост министра сельского, лесного и рыбного хозяйства. Мацуока работал над некоторыми политическими вопросами, такими как зона свободной торговли с Австралией и проблемой с импортом мяса из США. Мацуока привлёк к себе внимание, объявив о плане сертификации ресторанов японской кухни расположенных вне пределов Японии. Эту идею он почерпнул из системы контроля качества (Denominazione di origine controllata) в Италии и надеялся, что это позволит отличать псевдояпонские рестораны от подлинных. Многие зарубежные СМИ критиковали эту систему как неуместную и называли систему «политикой суши». Министр отказался от своего плана и выдвинул более умеренное предложение.
Мацуоке задавали вопросы о больших расходах на аренду офиса — он заявлял о сумме свыше 28 млн иен (236 тыс. долларов США). До этого Мацуока приносил извинения за то, что не объявлял о политических пожертвованиях.
В 2005 Мацуока объявил о коммунальных расходах на сумму в 5 млн иен (48 тыс. долларов США). Пресса заинтересовалась суммой, поскольку у Мацуоки был весьма небольшой офис. Он заявил, что платил за очищенную воду, объясняя, что люди редко пьют воду из-под крана. 28 мая 2007 за часы до начала расспросов в парламенте он повесился в своей токийской квартире и умер в госпитале университета Кэйо (в Токио). Его преемником на посту министра стал Норихико Акаги.
Заместитель Мацуоки, Таку Ямамото, 20 июня заявил, что Мацуока тратил деньги на гейшу из квартала Асакуса. Японская пресса опубликовала это заявление, но на следующий день Ямамото от него отказался и сказал, что это была всего лишь шутка.